# Bundesstraße 93

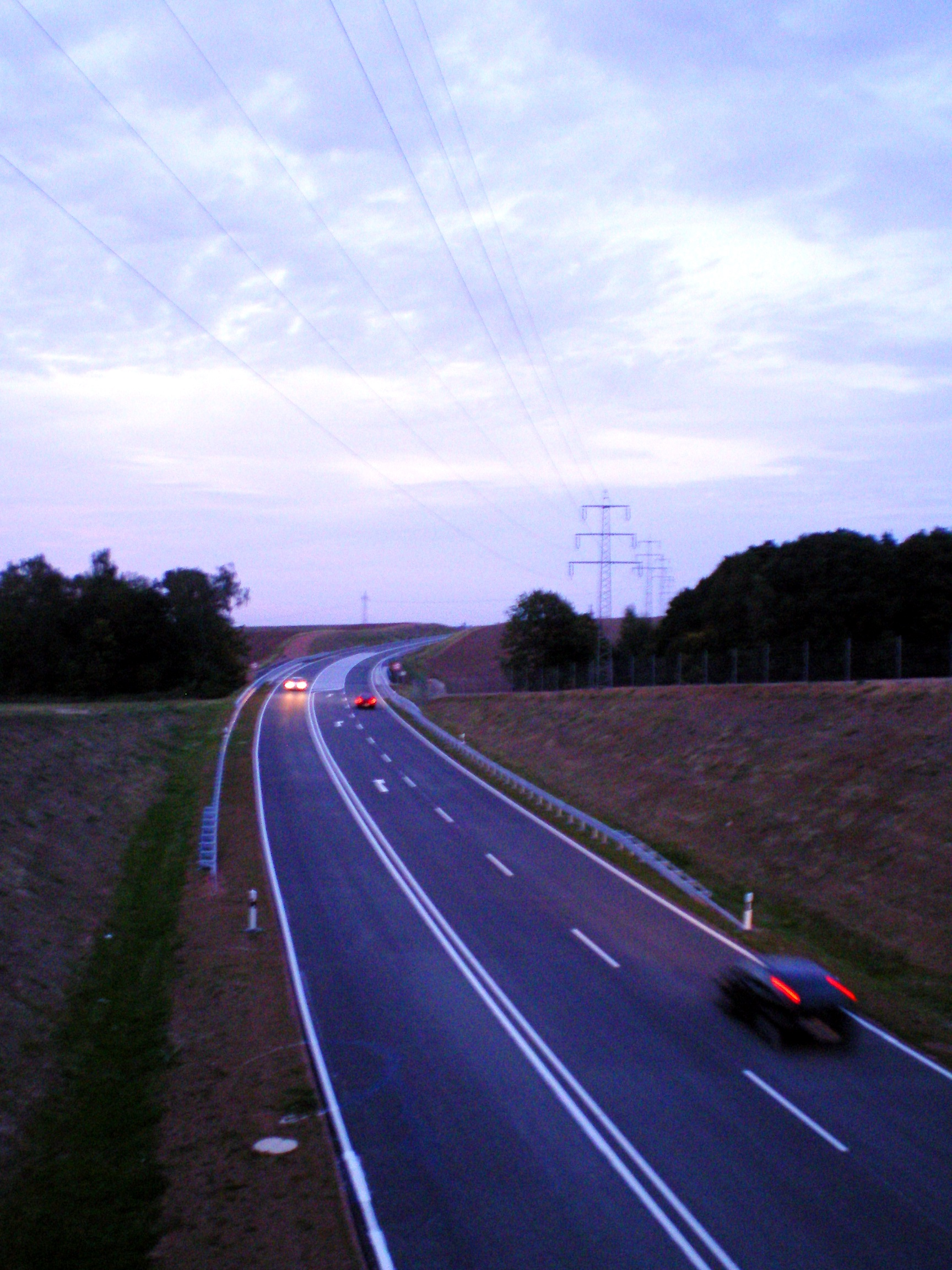
Mit der Ortsumgehung von Gößnitz wurde das Nadelöhr zwischen Leipzig und Zwickau beseitigt

Die Bundesstraße 93 (Abkürzung: B 93) führt von Borna nach Schneeberg. Sie ist die wichtigste Verbindung zwischen Leipzig und Zwickau, wobei zwischen Leipzig und Borna die B 95 / A 72 verläuft.

## Streckenverlauf

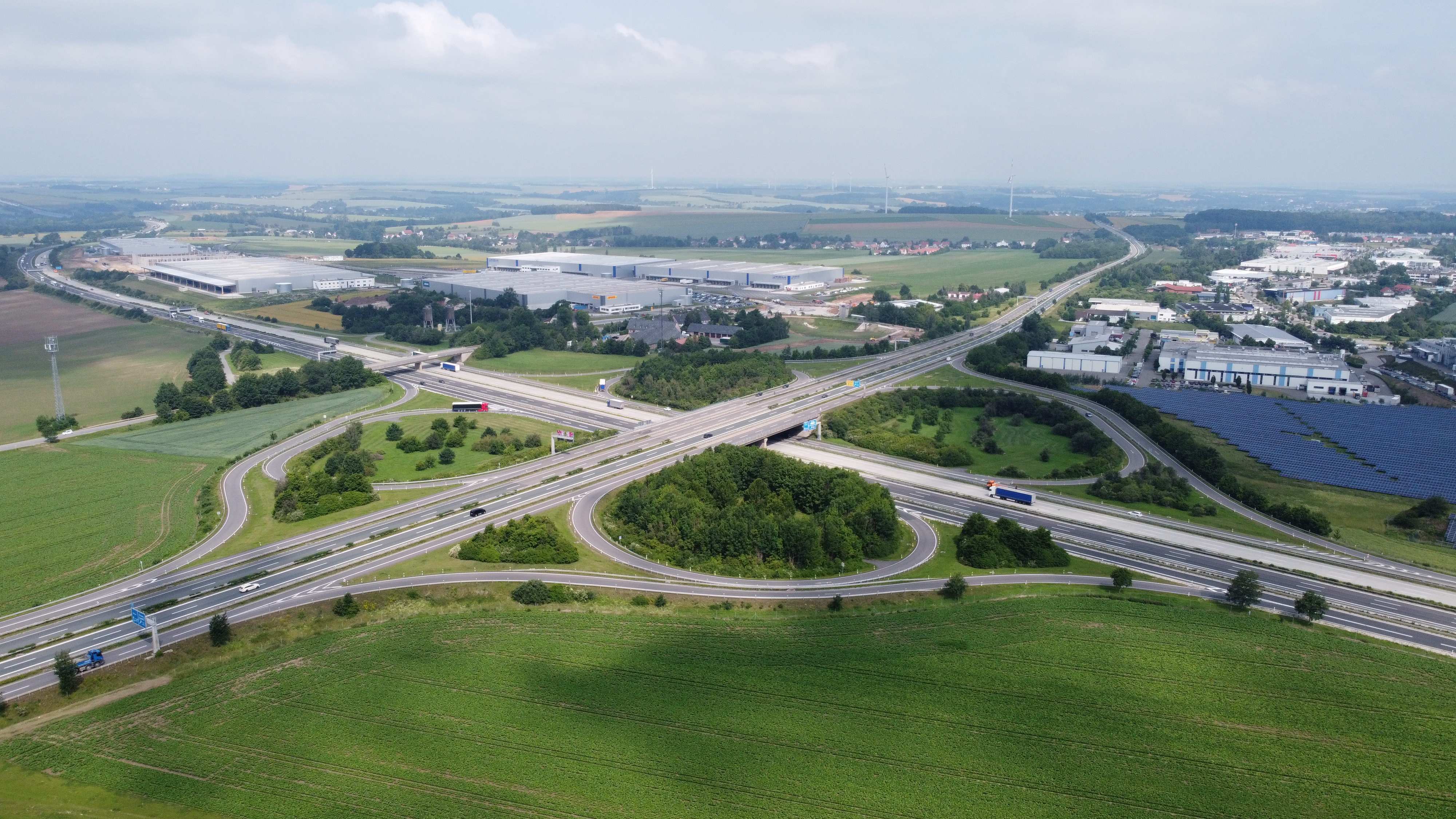
Anschlussstelle Meerane der BAB 4 mit Bundesstraße 93

- durchquerte Landkreise: Landkreis Leipzig – Landkreis Altenburger Land – Landkreis Zwickau – Erzgebirgskreis
- Städte an der B 93: Borna – Altenburg – Gößnitz – Meerane – Zwickau – Wilkau-Haßlau – Schneeberg

Sie führt an folgenden Flüssen entlang: Pleiße, Zwickauer Mulde.
Die Bundesstraße 93 beginnt an der nördlichen Anschlussstelle der A 72 in Borna und verläuft 2,5 km mit der B 176 durch Borna, nach weiteren 2,5 km verlässt sie Borna und verläuft an Blumroda vorbei nach Thräna. Dort quert sie die Landesgrenze zu Thüringen und verläuft durch Serbitz, Treben, vorbei an Primmelwitz, durch Zschaschelwitz und mündet dort auf die 2007 fertiggestellte Altenburger Ortsumgehung, zusammen mit der B 7 und teilweise auch der B 180 auf einer Länge von 8,5 km. Danach durchquert die B 93 Mockern, führt vorbei an Gardschütz, führt durch Lehndorf und Zehma und mündet dann auf die am 1. Oktober 2012 eingeweihte 5,7 km lange Ortsumfahrung von Gößnitz, die die Orte Löhmigen und die 3,5 km lange Ortsdurchfahrt von Gößnitz umgeht. Danach verläuft die Straße vorbei an Guteborn und ist nach der Landesgrenze zu Sachsen bei Meerane bis Zwickau seit 1993 vierspurig ausgebaut. Vom VW-Werk in Mosel bis zur Zwickauer Innenstadt verläuft sie gemeinsam mit der B 175. Vor dem vierspurigen Ausbau durchquerte die B 93 Meerane, Mosel und Oberrothenbach, bevor sie dann nach Zwickau führte. Nachdem Zwickau passiert ist, verläuft die Straße durch Wilkau-Haßlau, Oberhaßlau, Silberstraße, Wiesenburg und Weißbach, bis sie dann in Schneeberg auf die B 169 mündet.
Die B 93 entspricht in ihrem Verlauf zwischen Leipzig und Zwickau weitgehend der mittelalterlichen Reichsstraße Via Imperii.

## Verlauf der Reichsstraße 93 in Tschechien
Bis zum Ende des Zweiten Weltkrieges führte die Reichsstraße 93 von Schneeberg über Burkhardtsgrün, Wolfsgrün, Eibenstock, Wildenthal und Oberwildenthal als Erzgebirgspass (Frühbußer und späterer Hirschenstander Pass) nach Karlsbad in Böhmen und von dort weiter über Bochov (Buchau), Lubenec (Lubens), Nové Strašecí (Neustraschitz) nach Prag.

## Neubaustrecke über den Erzgebirgskamm
Gegenwärtig favorisiert eine Korridoruntersuchung die Neutrassierung der B 93 ab Schneeberg, über eine „Südumfahrung Silberberg“ in Richtung Johanngeorgenstadt/Steinbach und weiter über einen neu zu schaffenden Grenzübergang nach Karlsbad. Damit sollen die im Raum Aue-Schneeberg zufließenden Hauptströme des grenzüberschreitenden Fernverkehrs leistungsfähig gebündelt werden. Die Notwendigkeit dieses Straßenneubaues von Schneeberg nach Karlovy Vary ist verkehrstechnisch und wirtschaftlich stark umstritten. Der in den Bundesverkehrswegeplan 2003 aufgenommene Trassenverlauf ist nicht mit der in einer 2. Studie nach Abschluss des Bundesverkehrswegeplanes 2003 nachgeschobenen Korridoruntersuchung identisch. Mehrere von MDR und Sachsenspiegel begleitete Protestaktionen durch Bürger fanden bereits statt.
Eine Bürgerinitiative B 93 hat sich gegründet. Aufgrund der Proteste, die auch lautstark über die Medien verbreitet worden sind, wurde das Projekt, trotz zahlreicher Befürworter, im Bundesverkehrswegeplan  gestrichen.